# Водена боквица
Водена боквица (лат. Alisma plantago-aquatica) је вишегодишња монокотиледона биљка из породице Alismataceae. Позната је и под називима жабочун, водени трпутац, корњачина трава.

## Изглед и цветање
Водена боквица може да нарасте и до 1 метра у висину. Листови су елиптични и распоређени око усправне цветне стабљике. Стабљика је у горњој половини разграната и носи велики број бело-ружичастих двосплоних цветова са 3 латице, 6 прашника и већим бројем тучкова. Цветови су сложени у метличасти цват, који има облик пирамиде. Водена боквица цвета у периоду од јуна до септембра.

## Распрострањеност
Водена боквица расте по мочварним ливадама, по барама, јарковима, рибњацима и језерима, уз обале река са спорим током, често у великом броју. У планинским областима може допрети до 1200 метара надморске висине.

## Употреба
Водена боквица је јестива биљка, али само у прерађеном стању. Подземни делови водене боквице садрже доста скроба. У народној медицини користи се као диуретично средство и за поспешивање излучивања млека.